# Ewa Machulska
Ewa Machulska, również Ewa Eysmont-Machulska (ur. 3 grudnia 1954 w Warszawie) – polska kostiumograf i dekoratorka wnętrz,

## Życiorys
Absolwentka Wydziału Psychologii i Pedagogiki Uniwersytetu Warszawskiego. Członkini Polskiej Akademii Filmowej oraz Stowarzyszenia Filmowców Polskich. Jest autorką kostiumów i scenografii do filmów m.in. Juliusza Machulskiego. Pojawiła się na ekranie grając w dwóch filmach.
Nominowana w 2007 roku do Nagrody Orłów za kostiumy do filmu Samotność w sieci w reżyserii Witolda Adamka.

## Życie prywatne
Trzecia żona reżysera Juliusza Machulskiego. Jej syn – Olaf Eysmont – zmarł w 2021 r. w wieku 45 lat. Jest także matką Marii. 

## Kostiumy
- 1997 – Kiler
- 1999 – Kiler-ów 2-óch
- 2001 – Pieniądze to nie wszystko
- 2003 – Superprodukcja w roli kostiumograf filmu Latarnik, czyli miłość przez K.O.
- 2004 – Vinci
- 2005 – Solidarność, Solidarność...
- 2006 – Samotność w sieci
- 2007 – Hania
- 2008 – Ile waży koń trojański?
- 2010 – Kołysanka
- 2013 – Ambassada
- 2017 – Volta
- 2020 – Mały Zgon.

## Nagrody
- Orzeł 2007 – Samotność w sieci (nominacja w kategorii: najlepsze kostiumy).